# Léopold de Folin

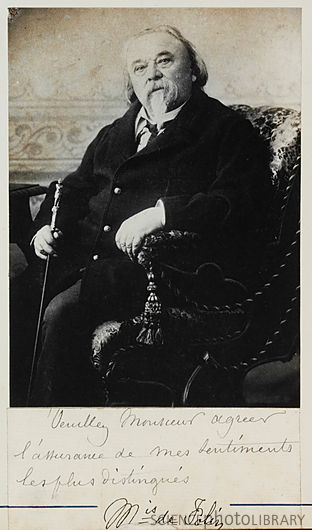
Léopold de Folin

Alexandre Guillaume de Léopold, Marquis de Folin (* 1817 in Tournus; † 1896 in Biarritz) war ein französischer Marineoffizier, Ozeanograph, Zoologe und insbesondere Malakologe.

## Leben
L. de Folin war der Sohn von Charles Louis de Folin (* 1783), seine Mutter Caroline de Truchis de Lays (* 1795).
Léopold de Folin begann seine Karriere als Marineoffizier. Im Jahre 1866 war L. de Folin Commandant du port de Pauillac, in der Nähe von Bordeaux, dann in Saint-Nazaire und schließlich Hafenmeister, capitaine de port, in Bayonne. Er kann als Initiator der ersten ozeanographischen Forschung in Frankreich betrachtet werden. So hatte er die französischen Behörden, Ministres de la Marine et de l’Instruction publique, davon überzeugt, die erste wissenschaftliche Untersuchung mit dem Forschungsschiff Travailleur von 1880 bis 1882 in die Tiefen des Golf von Biskaya, Golfe de Gascogne, und dem Mittelmeer unter der wissenschaftlichen Leitung von Alphonse Milne-Edwards durchzuführen. Im Jahre 1883 an Bord der Talisman, für Expeditionen zu den Azoren, Kanarische Inseln und Kapverdische Inseln. Im Jahre 1871 war er Gründer des Musée de la Mer de Biarritz. Léopold de Folin schrieb Berichte über Caecidae (mikroskopische Meeresschnecken), die er während der HMS Challenger-Expedition von 1872 bis 1876 sammelte. Er beschrieb auch die Gattung Oceanida von Meeresschnecken in der Familie Eulimidae.
Er war der Schwager des Naturforschers Pierre Marie Arthur Morelet (1809–1892), dieser heiratete seine Schwester Noémie de Folin.

## Ehrentaxon
Die Meeresschnecke Gattung Folinella wurde nach de Folin benannt.

## Werke (Auszug)
- Leopold de Folin: Les Batysiphons (premières pages d’une monographie du genre) in Actes de la société Linnéenne de Bordeaux. 1886.
- Leopold de Folin, L. Perier de Pauliac: Les Fonds de la Mer, études internationale sur les particularités nouvelles des régions sous-marines. 1867–1887.
- Leopold de Folin: Sous les mers. Campagne d'explorations du "travailleur" et du "talisman". Avec 45 figures intercalées dans le texte. Librairie J.B. Baillière et fils, Paris 1887.
- Leopold de Folin: Pêches et chasses zoologiques. Avec 117 figures dessinées par l'auteur et intercalées dans le texte. Baillière, Paris 1893.